# Cinosura
En la mitología griega, Cinosura (Κυνόσουρα: «cola de perro») es una de las nodrizas de Zeus. También es otro nombre de la constelación Osa Menor, y de su estrella más brillante: Polaris.
Las dos Osas (Mayor y Menor) que están a su alrededor corren a una; razón por la cual se les llama Carros. Por lo demás, tienen siempre las cabezas junto a los ijares la una de la otra, y siempre evolucionan espalda con espalda, vueltas en sentidos opuestos hombros contra hombros. En caso de ser esto verdad, aquéllas subieron al cielo desde Creta por voluntad del gran Zeus, pues siendo todavía niño lo ocultaron en la perfumada gruta del Dicte, no lejos del monte Ida, y lo alimentaron durante un año, cuando los curetes dícteos engañaron a Crono. A una se le da el sobrenombre de Cinosura y a la otra el de Hélice.
Aglaóstenes, que escribió la Náxica, dice que es Cinosura, es una de las nodrizas de Júpiter de las que se cuentan entre las ninfas del Ida. También dice que en la ciudad llamada Histoe, fundada por Nicóstrato y sus amigos, tanto el puerto como la mayor parte de la tierra se llaman Cinosura por su nombre. Ella, también, estaba entre los curetes que eran asistentes de Júpiter. Algunos dicen que las ninfas Hélice y Cinosura eran nodrizas de Júpiter, y por gratitud fueron colocadas en el cielo, ambas llamadas Osas. Nosotros las llamamos Septentriones.